# Paris-Roubaix de 1971
A 69.ª edição da Paris-Roubaix teve lugar a 18 de abril de 1971 e foi vencida em solitário pelo belga Roger Rosiers.

## Classificação final
| Posição | Ciclista            | Equipa                   | Tempo      |
| ------- | ------------------- | ------------------------ | ---------- |
| 1       | Roger Rosiers       | Bic                      | 6h 17' 53" |
| 2       | Herman Van Springel | Molteni-Arcore           | + 1' 26"   |
| 3       | Marino Basso        | Molteni-Arcore           | m. t.      |
| 4       | Jan Janssen         | Bic                      | m. t.      |
| 5       | Eddy Merckx         | Molteni-Arcore           | m. t.      |
| 6       | Eric Leman          | Flandria-Mars            | m. t.      |
| 7       | Roger de Vlaeminck  | Flandria-Mars            | m. t.      |
| 8       | Felice Gimondi      | Salvarani                | m. t.      |
| 9       | Eric De Vlaeminck   | Flandria-Mars            | + 4' 26"   |
| 10      | Georges Pintens     | Hertekamp-Magniflex-Novy | m. t.      |